# Atlantic Heritage Cup de 2019
A Atlantic Heritage Cup de 2019 foi a primeira edição da Atlantic Heritage Cup e atuou como torneio de qualificação para a Copa do Mundo CONIFA de 2020, originalmente na Somalilândia. Em março de 2019, Yorkshire foi anunciada como anfitriã do torneio, que contaria também com as equipes de Ellan Vannin, Cornualha e Paróquias de Jersey. Todas as 4 equipes fazem parte do Reino Unido ou são consideradas dependências da coroa. No entanto, Ellan Vannin e Cornualha desistiram do torneio por razões não reveladas e foram substituídas pela equipe do Arquipélago de Chagos. Com isso, o torneio passou a ter apenas 3 equipes participantes.

## Formato
O torneio foi disputado com um grupo único, onde cada equipe jogou 1 vez contra as outras 2 equipes, totalizando 3 jogos que foram realizados em 3 dias. As partidas ocorreram em 2 estádios: o Ingfield Stadium e o CNG Stadium. O vencedor do torneio iria receber uma vaga para a Copa do Mundo CONIFA de 2020. 

## Classificação
| Pos | Equipe                | Pts | J | V | E | D | GP | GC | SG |  |
| --- | --------------------- | --- | - | - | - | - | -- | -- | -- |  |
| 1   | Paróquias de Jersey   | 3   | 2 | 1 | 0 | 1 | 9  | 3  | +6 |  |
| 2   | Yorkshire (H)         | 3   | 1 | 1 | 0 | 0 | 1  | 0  | +1 |  |
| 3   | Arquipélago de Chagos | 0   | 1 | 0 | 0 | 1 | 2  | 9  | −7 |  |

## Resultados
| 1 de junho de 2019 | Yorkshire        | 1 - 0 | Paróquias de Jersey | Ingfield Stadium, Ossett |
| 15:00              | Litchfield 90+3' |       |                     |                          |

| 2 de junho de 2019 | Paróquias de Jersey                                                                           | 9 - 2 | Arquipélago de Chagos | CNG Stadium, Harrogate |
| 15:00              | Kieran Lester 5', 26', 41', · Karl Hinds 7', 71' · Tom Harris 52', 61', 67' · Luke Watson 89' |       | Leelah 19', 21'       |                        |

| 3 de maio de 2020 | Arquipélago de Chagos | v | Yorkshire | Ingfield Stadium, Ossett |
| 15:00             |                       |   |           |                          |

## Melhores marcadores
3 gols
| - Tom Harris | - Kieran Lester |  |

2 gols
| - Steven Leelah | - Karl Hinds |  |

1 gol
| - Luke Watson | - Brodie Litchfield |  |

## Controvérsia
A decisão da CONIFA de sediar a Copa do Mundo CONIFA de 2020 na Somalilândia foi recebida com críticas por algumas pessoas, entre elas James Scott. O presidente e treinador da seleção das Paróquias de Jersey disse ao Jersey Evening Post que a equipe não aceitaria a vaga caso conquistasse o torneio. Os comentários foram recebidos com uma reação da CONIFA, que criticou as informações imprecisas e defendeu a escolha da Somalilândia como sede da Copa do Mundo CONIFA de 2020.